# Phricanthes
Phricanthes es un género de polillas de la familia Tortricidae.

## Especies
- Phricanthes argyraetha Diakonoff, 1984
- Phricanthes asperana Meyrick, 1881
- Phricanthes chalcentes Diakonoff, 1983
- Phricanthes diaphorus Common, 1965
- Phricanthes eutrachys (Diakonoff, 1948)
- Phricanthes flexilineana (Walker, 1863)
- Phricanthes hybristis (Meyrick, 1933)
- Phricanthes peistica Common, 1965
- Phricanthes petulans (Meyrick, 1912)
- Phricanthes phaedra (Diakonoff, 1952)